# Лельовиці-Кольонія
Лельовиці-Кольонія (пол. Lelowice-Kolonia) — село в Польщі, у гміні Палечниця Прошовицького повіту Малопольського воєводства.
Населення — 203 особи (2011).
У 1975-1998 роках село належало до Келецького воєводства.

## Демографія
Демографічна структура станом на 31 березня 2011 року:
|          | Загалом | Допрацездатний вік | Працездатний вік | Постпрацездатний вік |
| -------- | ------- | ------------------ | ---------------- | -------------------- |
| Чоловіки | 94      | 23                 | 57               | 14                   |
| Жінки    | 109     | 23                 | 53               | 33                   |
| Разом    | 203     | 46                 | 110              | 47                   |